# Emil Kemény
 (février 2025).
Dans le nom hongrois Kemény Emil, le nom de famille précède le prénom, mais cet article utilise l’ordre habituel en français Emil Kemény, où le prénom précède le nom.
Emil Kemény (Pest, 13 janvier 1860 - Budapest, 1er mai 1925) est un maître d'échecs, éditeur et éditeur hongro-américain.

## Biographie
Né à Pest (aujourd'hui fusionné avec Budapest), en Hongrie, il émigra aux États-Unis où il a vécu de nombreuses années à New York, Philadelphie et Chicago. Au milieu des années 1890, Kemeny était l’un des joueurs les plus forts d’Amérique. Grâce à son talent, il termine 2e à Skaneateles 1891, puis a perdu un match contre James Moore Hanham (4-5) à New York 1891 et a gagné à Skaneateles en 1892. Il a également remporté le tournoi de championnat du Franklin Chess Club de 1892-1893 et, accessoirement, le championnat de Philadelphie, la deuxième métropole d'échecs la plus forte du pays, avec un score de 14-4 dont un point sur Walter Penn Shipley. Cependant, lors du championnat suivant de Franklin et de la ville, celui de 1893-94, Kemény a écrasé ses adversaires avec un score de 23-1, trois points d'avance sur Mordecai Morgan et quatre points et demi d'avance sur Hermann G. Voigt. En 1896, il avait défié Jackson Whipps Showalter, le champion des États-Unis, dans un match que Kemeny avait perdu, avec un score final de +4 –7 =4.
Entre janvier et juillet 1897, il publie des parties d'échecs par correspondance dans le Philadelphia Public Ledger . En 1903, Kemeny se rendit à Monte-Carlo pour rendre compte du tournoi d'échecs de Monte-Carlo pour le journal nord-américain . Il a aussi publié à Philadelphie, pendant un an, un hebdomadaire intitulé l'American Chess Weekly.
Il a terminé 4e-5e à Philadelphie en 1898, a partagé la 1ère place à Philadelphie en 1899-1900, a pris la 3e place à Philadelphie en 1900-1901, et finalement, a pris la 4e place à Saint-Louis en 1904 (lors du 7e Congrès américain des échecs remporté par Frank James Marshall ). 
Kemény a participé à plusieurs matchs d'État contre État (New York City CC contre Brooklyn CC, New York State contre Pennsylvania, Chicago CC contre Manhattan CC, Chicago CC contre Brooklyn CC, Chicago CC contre Franklin CC). Il revient en Hongrie au cours de la première décennie du XXe siècle, où il meurt en 1925 dans la ville qui l'a vu naître.
Son ami, Walter Penn Shipley, le décrit comme « ... grand, mesurant plus de six pieds de hauteur (soit environ plus d'un mètre 82).[...] Kemény était un compagnon sympathique avec un sens aigu de l'humour, il était cultivé, parlait couramment plusieurs langues et, en plus d'être un bon joueur d'échecs, il aimait passionnément la bonne musique. » 